# كارلوتا خاراميو
كارلوتا خاراميو هي مغنية إكوادورية، ولدت في 9 يوليو 1904 في Calacalí ‏ في الإكوادور، وتوفيت في 10 ديسمبر 1987 في كيتو في الإكوادور.

## وصلات خارجية
- كارلوتا خاراميو على موقع IMDb (الإنجليزية)
- كارلوتا خاراميو على موقع ميوزك برينز (الإنجليزية)
- كارلوتا خاراميو على موقع أول ميوزيك (الإنجليزية)
- كارلوتا خاراميو على موقع ديسكوغز (الإنجليزية)